# Katastrofa budowlana w Świebodzicach
Katastrofa budowlana w Świebodzicach – katastrofa budowlana, spowodowana najprawdopodobniej przez wybuch gazu, która miała miejsce 8 kwietnia 2017 roku w Świebodzicach. W wyniku zawalenia się trzykondygnacyjnej, poniemieckiej kamienicy przy ul. Krasickiego 28, zginęło 6 osób, a 4 zostały ranne.

## Śledztwo
Do zbadania przyczyn katastrofy została powołana specjalna, siedmioosobowa komisja pod przewodnictwem nadzoru budowlanego. Sprawą zajmuje się także Prokuratura Okręgowa w Świdnicy.
Od początku, za prawdopodobną przyczynę katastrofy, uważano wybuch gazu. Taką hipotezę potwierdzają świadkowie owego zdarzenia, którzy w pobliżu miejsca wypadku, czuli wyraźny zapach gazu, a następnie słyszeli eksplozję, oraz widzieli błysk. Dodatkowo sekcja zwłok jednej z ofiar wykazała obecność na jej ciele oparzeń głowy, karku, barku i dłoni, co jednoznacznie potwierdzało, że doszło do wybuchu.
Po znalezieniu w gruzowisku fragmentów granatu ćwiczebnego, pojawiła się również hipoteza, że przyczyną zawalenia się kamienicy mogła być eksplozja materiałów wybuchowych, należących do jednego z mieszkańców kamienicy. Teoria ta została jednak wykluczona, ponieważ w gruzach, oprócz granatu, nie znaleziono nic, co mogłoby wskazywać na to, że ktoś w budynku przechowywał jakiekolwiek materiały wybuchowe.

## Reakcje na katastrofę
Po katastrofie, burmistrz Świebodzic Bogdan Kożuchowicz ogłosił trzydniową żałobę w mieście. Prezydent Andrzej Duda na Twitterze przekazał wyrazy współczucia i wsparcia dla ucierpiałych rodzin, oraz pochwalił służby ratunkowe za profesjonalizm.
W dniu katastrofy, do Świebodzic przyjechała minister edukacji narodowej Anna Zalewska, natomiast wieczorem – premier Beata Szydło, oraz minister spraw wewnętrznych i administracji Mariusz Błaszczak.